# Rod Laver

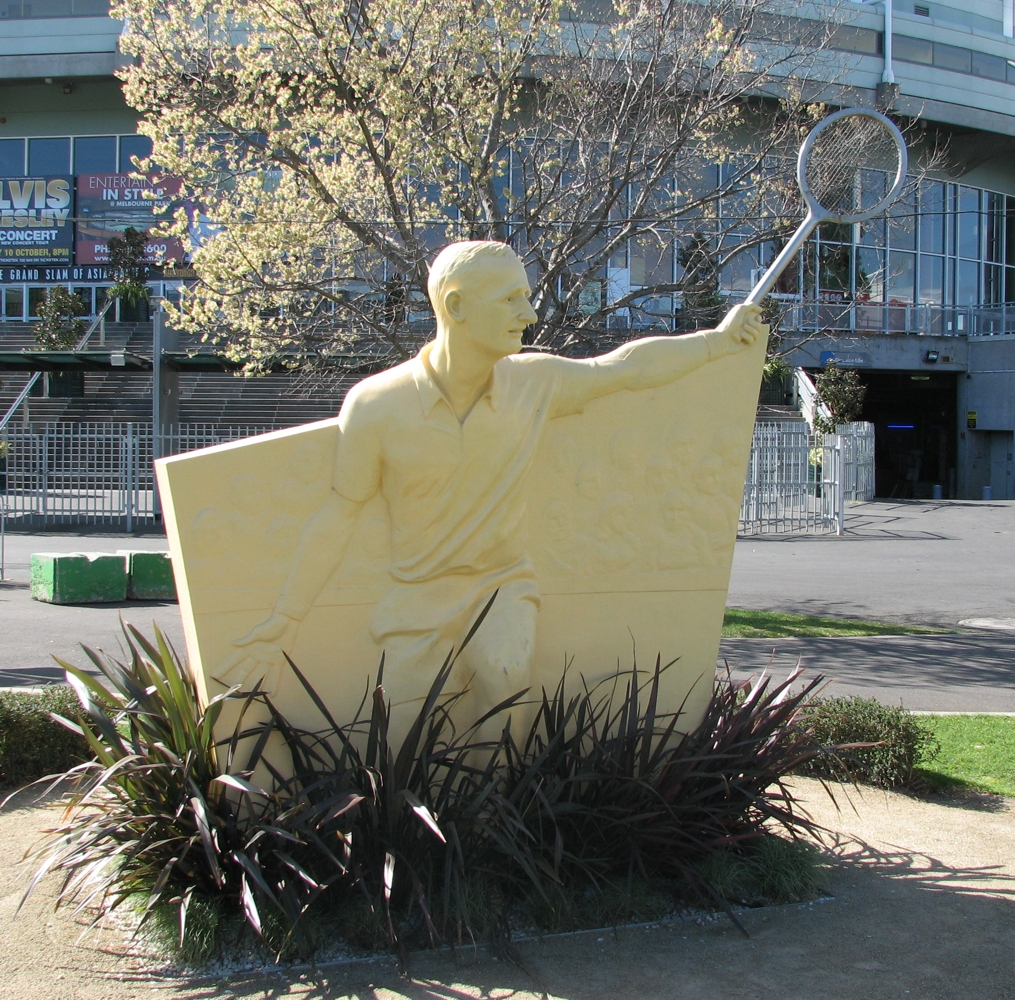
Rod Laver szobra a Melbourne-i Rod Laver Arena előtt

Rodney George ("Rod") Laver (Rockhampton, Queensland, 1938. augusztus 9. –) legendás ausztrál teniszező, korábbi világelső. 
Ő a második férfi teniszező Don Budge (1938) mellett, aki meg tudta csinálni a "Grand Slamet" (egy naptári évben megnyerte mind a 4 Grand Slam-tornát, az Australian Opent, a Roland Garrost, Wimbledont és a US Opent), és az egyetlen, aki kétszer is (1962, 1969) – bár ekkor még a négy verseny közül hármat füves pályán rendeztek. 1962-es Grand Slamje még az open era előtt sikerült, amikor profi teniszezők nem indulhattak a tornákon, viszont az 1969-essel máig ő a profi kor egyetlen naptári éven belüli Grand Slamet elérő férfi teniszezője. Rod Laver összesen 11 Grand Slam-címet szerzett.
Rod Laver a tenisztörténelem egyik legnagyobb alakja, minden idők egyik legjobb teniszezője. Róla nevezték el hazája Grand Slam tornájának, az Australian Opennek a centerpályáját, a Rod Laver Arenát.
1981-ben az International Tennis Hall of Fame (Teniszhírességek Csarnoka) tagjává választották.

## Grand Slam-döntői

### Győzelmek (11)
| Év                            | Torna               | Ellenfél a döntőben | Döntő eredménye         |
| Az Open Era előtt: 6 győzelem |                     |                     |                         |
| 1960                          | Australian Open     | Neale Fraser        | 5–7, 3–6, 6–3, 8–6, 8–6 |
| 1961                          | Wimbledon           | Chuck McKinley      | 6–3, 6–1, 6–4           |
| 1962                          | Australian Open (2) | Roy Emerson         | 8–6, 0–6, 6–4, 6–4      |
| 1962                          | Roland Garros       | Roy Emerson         | 3–6, 2–6, 6–3, 9–7, 6–2 |
| 1962                          | Wimbledon (2)       | Marty Mulligan      | 6–2, 6–2, 6–1           |
| 1962                          | US Open             | Roy Emerson         | 6–2, 6–4, 5–7, 6–4      |
| Az Open Era alatt: 5 győzelem |                     |                     |                         |
| 1968                          | Wimbledon (3)       | Tony Roche          | 6–3, 6–4, 6–2           |
| 1969                          | Australian Open (3) | Andrés Gimeno       | 6–3, 6–4, 7–5           |
| 1969                          | Roland Garros (2)   | Ken Rosewall        | 6–4, 6–3, 6–4           |
| 1969                          | Wimbledon (4)       | John Newcombe       | 6–4, 5–7, 6–4, 6–4      |
| 1969                          | US Open (2)         | Tony Roche          | 7–9, 6–1, 6–2, 6–2      |

### Elveszített döntők (6)
| Év                                    | Torna           | Ellenfél a döntőben | Döntő eredménye    |
| Az Open Era előtt: 5 elvesztett döntő |                 |                     |                    |
| 1959                                  | Wimbledon       | Alex Olmedo         | 6–4, 6–3, 6–4      |
| 1960                                  | Wimbledon (2)   | Neale Fraser        | 6–4, 3–6, 9–7, 7–5 |
| 1960                                  | US Open         | Neale Fraser        | 6–4, 6–4, 9–7      |
| 1961                                  | Australian Open | Roy Emerson         | 1–6, 6–3, 7–5, 6–4 |
| 1961                                  | US Open (2)     | Roy Emerson         | 7–5, 6–3, 6–2      |
| Az Open Era alatt: 1 elvesztett döntő |                 |                     |                    |
| 1968                                  | Roland Garros   | Ken Rosewall        | 6–3, 6–1, 2–6, 6–2 |